# Xylotrechus basifuliginosus
Xylotrechus basifuliginosus là một loài bọ cánh cứng trong họ Cerambycidae.